# Solariella
Solariella är ett släkte av snäckor. Solariella ingår i familjen pärlemorsnäckor.

## Dottertaxa tillSolariella, i alfabetisk ordning[1]
- Solariella actinophora
- Solariella aegleis
- Solariella affinis
- Solariella anoxia
- Solariella asperrima
- Solariella calatha
- Solariella carvalhoi
- Solariella cincta
- Solariella constricta
- Solariella crossata
- Solariella elegantula
- Solariella infundibulum
- Solariella intermedia
- Solariella iris
- Solariella lacunella
- Solariella laevis
- Solariella lamellosa
- Solariella lewisae
- Solariella lissocona
- Solariella lubrica
- Solariella maculata
- Solariella margaritus
- Solariella micraulax
- Solariella nuda
- Solariella obscura
- Solariella oxybasis
- Solariella peramabilis
- Solariella periscopia
- Solariella pourtalesi
- Solariella rhyssa
- Solariella scabriuscula
- Solariella sericifila
- Solariella tiara
- Solariella triplostephanus
- Solariella tubula
- Solariella varicosa